# جاسبار سبونتيني

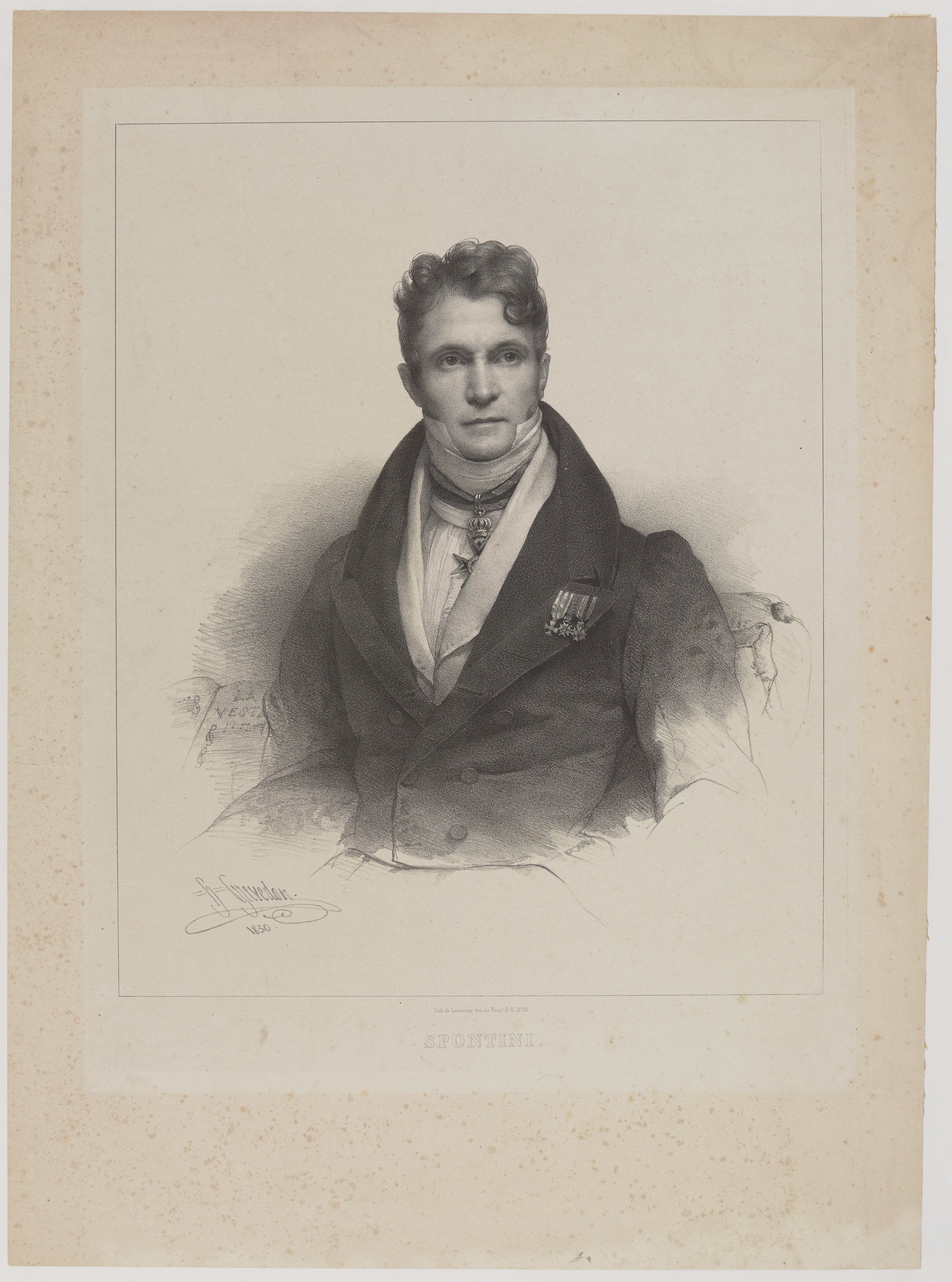
سبونتيني، نسبة إلى نيكولاس أوستاش مورين

جاسباري لويجي باسيفيكو سبونتي (بالإنجليزية: Gaspare Spontini)‏ (14 نوفمبر 1774 - 24 يناير 1851) كان ملحن أوبرا إيطالي وقائد أوركسترا من العصر الكلاسيكي.

## السيرة الذاتية

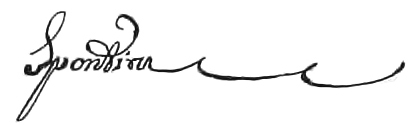
توقيع سبونتيني

ولد في مايولاتي، الولاية البابوية (الآن مايولاتي سبونتيني، مقاطعة أنكونا)، قضى معظم حياته في باريس وبرلين. خلال العقدين الأولين من القرن التاسع عشر، كان سبونتيني شخصية مهمة في الأوبرا الفرنسية. سعى سبونتيني إلى تكييف التراجيديا الغنائية الكلاسيكية لغلوك مع الذوق المعاصر للميلودراما، وللمشهد الأعظم (في فرناند كورتيز)، ولجرس الأوركسترا المخصب، وللاختراع اللحني المتحالف مع التعبير الاصطلاحي للكلمات.

عندما كان شابًا، درس سبونتيني في المعهد الموسيقي لبيتا دي تورشيني، وهو أحد المعاهد الموسيقية الأربعة النشطة في نابولي. حصل على أول استراحة له في روما، مع فيلمه الكوميدي الناجح لي بونتيجلي ديلي دوني (كرنفال 1793). في عام 1803، ذهب إلى باريس، حيث ظهر لأول مرة في 11 شباط 1804 في الأوبرا الكوميدية لا فينتا فيلوسوفا، والتي كانت نجاحه النابولي عام 1799. وأصبح عضوًا في الأكاديمية الإمبراطورية للموسيقى وحصل على منصب في المحكمة بصفته مؤلفًا خاصًا لغرفة الإمبراطورة في عام 1805.

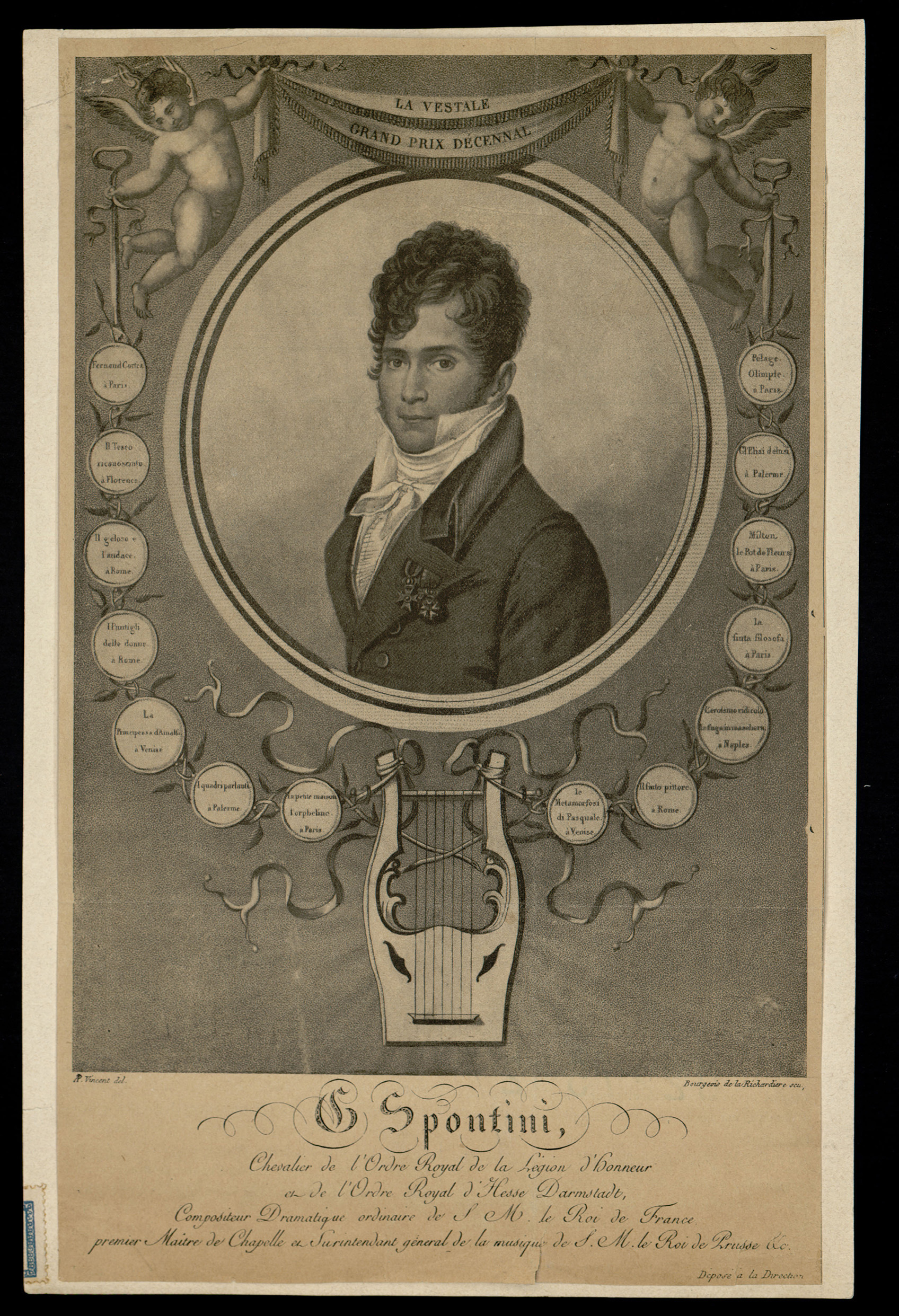
صورة لغاسباري سبونتيني، ملحن (1774-1851).

على الرغم من أن نجاحات سبونتيني السابقة كانت كوميدية، بتشجيع من الإمبراطورة جوزفين في عام 1807، إلا أن سبونتيني كتب أعظم نجاحاته، وهي التراجيديا الغنائية لا فيستال، والتي ظلت أشهر أعماله. أدى العرض الأول لها في الأوبرا في باريس إلى جعل سبونتيني أحد أعظم الملحنين الإيطاليين في عصره. اعتبرها معاصروه تشيروبيني وبيتهوفن وويبر وروسيني ومايربير تحفة فنية، وقد أعجب بها الملحنون اللاحقون مثل بيرليوز وفاغنر .
خلال حرب شبه الجزيرة، روج نابليون لأعمال مثل فرناند كورتيز (1809) لجاسبارو سبونتيني، والتي تناولت الغزو الإسباني للمكسيك في عهد تشارلز الخامس. في  1811، تزوج سبونتيني من سيليست إيرارد، ابنة أخت صانع البيانو والقيثارة الباريسي سيباستيان إيرارد لكنه لم ينجب أطفالًا. حصل على وسام جوقة الشرف لنابليون.
غادر باريس إلى برلين، حيث حققت أوبراه النجاح بالفعل. هناك أصبح كابيلميستر والقائد الرئيسي في كونيجليشيس أوبرنهاوس دار الأوبرا الملكية، وفي هذه الفترة قام بتأليف النشيد الوطني البروسي "بوروسيا".
في عام 1842، عاد سبونتيني بخيبة أمل، غاضبًا من نجاح جياكومو مايربير وآخرين في ألمانيا، إلى إيطاليا، حيث توفي عام 1851.

## مؤلفاته

### الأوبرا
- لي بونتيجلي ديلي دوني (1796)
- تيسيو ريكونوسسيوتو (1798)
- لا فوجا في الماسشيرا (1800)
- تحول باسكوال (1802)
- ميلتون (1804)
- جولي أو لو بوت دي فلورز (1805)
- لا فيستال (1807)
- فرناند كورتيز (1809)
- أولمبي (1819)
- نورمهال، أودر داس روزنفست فون كاشمير (1822)
- أغنيس فون هوهنشتاوفن (1829)

### مؤلفات أخرى
- المسابقة السامية[13] – كانتاتا، على نص من تأليف لويجي بالوكي (1806)
- كل شخص مخطئ – فودفيل (1806)
- رقصة الباكانال لدانايد [النوتات الموسيقية]، لأوبرا ليه دانايد لأنطونيو سالييري (1817)
- بروسيا – النشيد البروسي، على نص من تأليف يوهان فريدريش ليوبولد دنكر [بالألمانية] (1818)
- كل حداد [النوتات الموسيقية] (1820)
- لالا روخ – عرض مهرجاني، على نص من تأليف إس. إتش. سبيكر، استنادًا إلى توماس مور (1821)

## النهضة الحديثة
ربما كان أشهر إنتاج حديث هو إحياء لا فيستال مع ماريا كالاس في لا سكالا في افتتاح موسم 1954، بمناسبة الذكرى الـ 180 لميلاد الملحن. كان المخرج المسرحي هو المخرج السينمائي الشهير لوتشينو فيسكونتي. كان هذا الإنتاج أيضًا أول ظهور لـ لا سكالا لتينور فرانكو كوريلي. في عام 1969، أعاد قائد الأوركسترا فرناندو بريفيتالي إحياء الأوبرا مع السوبرانو ليلى جينسر والباريتون ريناتو بروسون.
تشمل الإحياءات الأخرى لـ سبونتيني أغنيس فون هوهنشتاوفن بالإيطالية في مهرجان ماجيو الموسيقي في فلورنسا عام 1954، بطولة فرانكو كوريلي، وفي روما عام 1970، مع مونتسيرات كابالي وأنتونيتا ستيلا، بقيادة ريكاردو موتي. تم تسجيل كلاهما على الهواء مباشرة. تم إحياء فرناند كورتيز في عام 1951 مع الشاب ريناتا تيبالدي، في سان كارلو في نابولي، بقيادة غابرييل سانتيني. تم العرض الأول للنسخة المتكاملة من العمل في دار الأوبرا إرفورت (ألمانيا) (2006، جان بول بينين، قائد الفرقة الموسيقية).